# Ольмос и Роблес
«Ольмос и Роблес» (исп. Olmos y Robles) — испанский детективный телесериал, который снимает студия 100 Balas для TVE. Трансляция началась на канале La 1 8 сентября 2015 года. В главных ролях задействованы Пепе Вуэлья и  Рубен Кортада, которые играют ефрейтора и лейтенанта Гражданской гвардии. Также в сериале снимаются Асунсьон Балагер, Андреа Дуро, Энрике Виллен, Ана Моргаде и Алекс О’Доэрти. Сериал продлён на второй сезон. 

## История
Сериал начал сниматься в июле 2015. Интерьерные съемки были сделаны в павильоне в Мадриде, а натурные в окрестностях города Эскарай, провинции Риоха.

## Сюжет
Себастьян Ольмос (Пепе Вуэлья) - ефрейтор  службы общественной безопасности Гражданской гвардии, который работает в казарме своего родного города  Эскарая, Риоха.  Августин Роблес (Рубен Кортада) - лейтенант  группы быстрого реагирования, одного из самых престижных подразделений Гражданской гвардии. Волею судеб им приходится работать вместе, чтобы решить международное дело, корни которого скрыты в тихом провинциальном городе.  Две противоположности вместе составляют отличную команду.

## В ролях

### Первый сезон

#### Основной состав
- Рубен Кортада — Августин "Гус" Роблес
- Пепе Вуэлья — Себастьян Ольмес
- Энрике Виллен — Грегорио Атиса
- Алекс О’Доэрти — Дамиан Наварро
- Пилар Кастро — Исабель "Иса" Антунес /Исабель Диас Эрнан
- Ана Моргаде — Каталина "Ката"
- Андреа Дуро — Нурия Атиса (серия 2 - серия 8), дочь Грегорио Атисы, влюблена в  Лаки.
- Санти Мартин — Лукас "Лаки" Мейадо (серия 2 - серия 8) стажер гвардии, влюблен в Нурию, дочь Грегорио Атисы.

##### При участии
- Асунсьон Балагер — Домитийя "Доми" Ольмос, бабушка Себастьяна Ольмоса
- Луис Мигель Сегуи — Августо Сезар Алькидес †

#### Второстепенные персонажи
- Антонио Тато — Клаудио Сигизмундо (серия 1 - серия 8)
- Рикардо Лакамара — Браулио (серия 1 - серия 8)
- Сара Саламо — доктор Агилар (серия 1; серия 4; серия 6 - серия 7)
- Жанфри Топера — Серафин (серия 1; серия 3; серия  6 - серия 8)
- Ярослав Бельски — капитан Геретц  † (серия 1; серия 5 - серия 8)
- Даниэль Перес Прада — отец Хуан/Эладио † (серия 2 - серия 6)

### Второй сезон

#### Основной состав
- Рубен Кортада — Августин "Гус" Роблес
- Пепе Вуэлья — Себастьян Ольмес
- Энрике Виллен — Грегорио Атиса
- Алекс О’Доэрти — Дамиан Наварро
- Пилар Кастро — Исабель "Иса" Антунес /Исабель Диас Эрнан
- Ана Моргаде — Каталина "Ката"
- Андреа Дуро — Нурия Атиса
- Санти Мартин — Лукас "Лаки" Мейадо
- Гильермо Ортега — Виктор

##### При участии
- Асунсьон Балагер — Домитийя "Доми" Ольмос
- Хоакин Рейес — Начо Кабайеро

## Загадки

### Первый сезон

#### Эпизод 1:Месть семи инфантов Лары
Эскарай, провинциальный городок в районе Риоха. Ефрейтор Гражданской гвардии Себастьян Ольмос уходит в отставку, во время пробежки  он случайно натыкается на мертвого русского таксидермиста Бориса. Тело обезглавлено, а руки скрещены на груди. На сообщение о трупе в Эскарай прибывает группа быстрого реагирования, расследование ведет лейтенант Августин Роблес. Это уже пятый случай подобного рода, и он хочет понять, что связывает всех жертв. Ольмос догадывается, что убийца имитирует легенду о «Семи инфантах Лара» («Los siete infantes de Lara»), выясняется, что пятеро убитых в прошлом были членами одной военной группы. Убийца оставляет на месте преступления загадки, ведущие к следующей жертве. Волей судьбы Роблес теряет своё место, но благодаря просьбе Ольмоса направлен служить в Эскарай, местную Гражданскую гвардию. Теперь Ольмос и Роблес напарники.
Эпизод 2: В бочке не всегда лучшая выдержка
Мэр Дамиан устраивает презентацию своей марки вина, во время которой в бочке обнаруживают труп. Дело попадает к Ольмосу и Роблесу. Выясняется, что умерший работал в четырёх местах, имея скрытые мотивы. Таким образом, все его четыре работодателя оказываются под подозрением. Также в отделение гвардии направлен стажер Луки, по дороге он встречает девушку и влюбляется в неё, не подозревая, что она - дочь его начальника Атисы.
Эпизод 3: Тайна монастыря Тринидад
В своё первое дежурство Луки находит истощенную и молчащую девушку. Вскоре выясняется, что следы ведут в монастырь Тринидад. Ольмос, несмотря на запреты Рольмоса, направляется туда выяснить, в чём дело. Монастырь хранит реликвию св. Лазаря, по легенде, тот, кто соединит две части скипетра обретет бессмертие. Но вторая часть спрятана в здании, а первая бесследно пропала.  Ольмос находит на стенах здания знаки, которые должны привести его не только к скипетру, но и ответу на вопрос, что случилось со странной девушкой.
Эпизод 4: В закрытый гроб мухи не залетают
Роблес и Ольмос продолжают размышлять над делом "Семи инфантов Лары", убийца до сих пор не найден, а его цели не ясны. В это время, в ходе случайной эксгумации, выясняется что труп богатой горожанки и тело дедушки Атисы были поменяны местами в далеком прошлом. Оба детектива берутся за разгадывание загадки, корни которой идут в глубокое прошлое жителей и жительниц Эскарая.
Эпизод 5: Месть Эмильяно Посуэло
Под скромной фреской деревенской церкви обнаруживается иная живопись. Весь городок взбудоражен. Для экспертизы в Эскарай вызван эксперт французского музея, но начинают происходить странные и загадочные события, в которые невольно оказывается вмешан даже священник...
Эпизод 6: Чёрный знак белого ворона
Каждый год жители Эскарая с нетерпением ждут белого ворона, чье появление, по легенде, сулит удачу. Неожиданно птицу находят мертвой, и теперь каждый ждет ужасных последствий.
Эпизод 7: Игра Альмансора
Смерть отца Хуана потрясла Ольмоса до глубины души, и, тем не менее, он начинает замечать в ней какие-то несостыковки. Тем временем внезапно объявившийся "Альмансор" втягивает Ольмоса и Роблеса в странную и зловещую игру: если они не смогут разгадать все загадки, то будет убито 50 человек
Эпизод 8: Наедине с опасностью
Последний бой Ольмоса и Роблеса с "Альмансором".

### Второй сезон
| #  | Название                              | Режиссёр      | Дата выхода       |
| -- | ------------------------------------- | ------------- | ----------------- |
| 9  | «Las dos caras de Ezcaray»            | Juanma Pachón | сентябрь 12, 2016 |
| 10 | «Los asesinatos del Murder Club»      | Antonio Recio | сентябрь 19, 2016 |
| 11 | «El misterio del bosque tenebroso»    | Javier Roldán | сентябрь 26, 2016 |
| 12 | «Único testigo»                       | Rafa Parbús   | октябрь 3, 2016   |
| 13 | «El asesino de la taquilla (parte 1)» | Juanma Pachón | октябрь 10, 2016  |
| 14 | «El asesino de la taquilla (parte 2)» | Antonio Recio | октябрь 17, 2016  |
| 15 | «Expediende X-ezcaray»                | Rafa Parbús   | октябрь 24, 2016  |
| 16 | «Tras el Corazón Verde»               | David Molina  | ноябрь 7, 2016    |
| 17 | «Secuestro de un delantero»           | Juanma Pachón | ноябрь 14, 2016   |
| 18 | «Fin del camino»                      | Antonio Recio | ноябрь 21, 2016   |